# Chilena (higo)
Chilena es un cultivar de higuera de tipo higo común Ficus carica, unífera (con una sola cosecha por temporada, los higos de otoño), con higos de epidermis con color basal amarillo, y con sobre color de bandas regulares verdes y de zonas irregulares ausentes, con lenticelas en una cantidad intermedia de un tamaño pequeño-medio de color verde-blanco. Se cultiva en la isla de Fuerteventura del archipiélago de las Islas Canarias (España).

## Sinonimia
- “Chilena Majorera”,[5][6][7]

## Historia
Según las crónicas de los primeros exploradores que llegaron al archipiélago de las islas Canarias, ya atestiguaron de la presencia de higueras y del consumo de higos en su dieta cotidiana, por parte de la población aborigen de Gran Canaria.
Entre las higueras que se desarrollan en las islas Canarias, las hay descendientes de variedades llevadas de la península, en algunos casos con nombres bastante próximos a las variedades originarias, como 'Burgazote', 'Bergasota', 'Birasote Brevasote', 'Brigasota', 'Bruja', Brujasote (de 'Burjasot' o Bordissot, valenciana/balear/catalana, que podría proceder del norte de África, al menos la B. negra), la 'Nogal' (tal vez la 'Ñogal' o 'Añogal' que llegaría desde Turquía a la península en época hispanomusulmana sustraída por un embajador cristiano del Califato de Córdoba, según relatos), pero también otras anteriores más antiguas, traídas de tierras bereberes, ya cultivadas por los guanches y exclusivas de Canarias, como parece ser la 'Brevera Tarajal' y muchas otras variedades.
La variedad 'Chilena' está localizada en la isla de Fuerteventura del Archipiélago Canario, donde es conocida y cultivada, aunque en lugares muy localizados.
El « Instituto Canario de Investigaciones Agrarias » (ICIA), organismo autónomo dependiente del Gobierno de Canarias, en una iniciativa que se inscribe en el Programa de Cooperación Transnacional Madeira-Azores-Canarias (MAC 2007-2013), y en el proyecto AGRICOMAC, destinado a fomentar el uso de variedades tradicionales en el sector agrícola de la Macaronesia, estudia variedades de higuera con gran potencial productivo y comercial para la implantación de su cultivo en las islas Canarias.

## Características
La higuera 'Chilena' es una variedad unífera de tipo higo común de una sola cosecha por temporada, los higos de otoño. Árbol de vigorosidad elevada, y un buen desarrollo en terrenos favorables, copa esparcida. Sus hojas predominantes son de 5 lóbulos en su mayoría, tienen un lóbulo central ancho, con localización de pequeños lóbulos laterales entre lóbulo central y lateral, tiene un grado de profundidad del lóbulo marcado; la forma de la base de la hoja es calcariforme, con Longitud x Anchura: 14,69 x 14,92 cm, siendo su área (en cm²) intermedia, con long. peciolo/long. hoja:0,37; con dientes presentes en lóbulos completamente dentados, siendo el margen crenado ondulado; densidad de pelos en el haz intermedia y densidad de pelos en el envés densa, con nerviación aparente y color verde; Peciolo de longitud mediana con un grosor 5,08 mm, forma redondeada de color verde claro. 'Chilena' tiene un desprendimiento de higos medio, con un rendimiento productivo mediano y periodo de cosecha medio. La yema apical cónica de color verde amarillento.
Los frutos de la higuera 'Chilena' tienen forma (índice) globosa, la forma según la localización de diámetro máximo es ovoide, con la forma en el ápice aplanada. Los higos son de tamaño medio con un peso promedio de 24,29 gr, sus frutos son de una anchura mediana y longitud mediana, son simétricos en la forma, y uniformes en las dimensiones, longitud del cuello mediano; cuya epidermis es de firmeza media y de textura fina-media, color basal amarillo, y con sobre color de bandas regulares verdes y de zonas irregulares ausentes, con lenticelas en una cantidad intermedia de un tamaño pequeño-medio de color verde-blanco; Ostiolo de anchura mediana, gota de miel ausente, con escamas ostiolares medianas de un color diferente al de la piel, semi adheridas a la piel, resistencia al desprendimiento es resistente; Pedúnculo con forma corto y grueso y longitud promedio de 3,70 mm; grietas ausentes; Costillas ausentes; con un grosor de la carne-receptáculo de 9,70 mm con color blanco, con una pulpa de color rosa, sabor aromático, jugoso, con un % de sólidos solubles totales alto; con cavidad interna intermedia, con aquenios de un tamaño mediano, en una cantidad intermedia; los frutos maduran sobre inicios de agosto a finales de septiembre. Cosecha con rendimiento productivo mediano, y periodo de cosecha mediano. Son de fácil pelado.

## Cultivo
'Chilena', se utiliza en alimentación humana, y en alimentación animal. Se está tratando de recuperar su cultivo en las islas Canarias.
El cultivo de las higueras en general dentro de España, Extremadura es la región con mayor superficie cultivada, en torno a las 5.300 hectáreas de un total de 11.629 has. Le siguen en extensión de cultivo islas Baleares con 2.287 has, Andalucía con 1.874 has, Galicia con 638 has, Comunidad Valenciana con 242 has, y Canarias con 290 has.